# Paul André
Paul André (* 23. Februar 1837 in Paris; † 3. Dezember 1896 in Cery, heimatberechtigt in Yens) war ein Schweizer Politiker, Vertreter der liberal-radikalen Fraktion (der heutigen FDP.Die Liberalen).

## Biografie
André studierte Rechtswissenschaften an der Universität Lausanne und lizenzierte im Jahre 1863, erhielt 1865 das Anwaltspatent und arbeitete danach als Anwalt. Von 1867 bis 1868 war er Untersuchungsrichter und von 1871 bis 1872 ausserordentlicher Professor für Strafrecht. In der französischen Touraine leitete er von 1881 bis 1890 ein Unternehmen, kehrte aber wieder zurück nach Lausanne und arbeitete dann von 1891 bis 1896 als stellvertretender Staatsanwalt.
Von 1870 bis 1881 hatte André Einsitz im Grossen Rat des Kantons Waadt und vertrat dort radikale Positionen. Er war von 1874 bis 1878 Stadtrat und von 1878 bis 1881 Gemeinderat der Stadt Lausanne. Nach den Parlamentswahlen 1878 gehörte er bis 1881 dem Nationalrat an. André war mit Louis-Henri Delarageaz befreundet.
In der Schweizer Armee war er Kavalleriehauptmann. Von 1857 bis 1858 präsidierte er die akademische Gesellschaft Belles-Lettres, war von 1857 bis 1860 Mitglied der Studentenverbindung Zofingia und wurde im Jahre 1871 Ehrenmitglied der Schweizerischen Studentenverbindung Helvetia.